# Championnat de France Amateur
Championnat de France Amateur bezeichnet die französische Fußballmeisterschaft für Amateurmannschaften. Sie wird in zwei landesweiten, von der Fédération Française de Football organisierten Ligen ausgetragen: dem viertklassigen CFA und dem fünftklassigen CFA 2. Zur Saison 2017/18 wurde der CFA in National 2 und der CFA 2 in National 3 umbenannt.

## Geschichte
Vor Einführung des professionellen Fußballs (1932) waren, zumindest auf dem Papier, alle französischen Meister Amateure. Ein explizit so benannter Wettbewerb entstand mit der Saison 1934/35, an deren Ende die regionalen Meistermannschaften (Gewinner der jeweiligen Division d’Honneur) in einer K.-o.-Runde den Amateurtitelträger (Champion de France amateurs) ermittelten. Da zu diesem Zeitpunkt bereits eine zweite Profidivision bestand, war dies der Meister der dritthöchsten Ligenstufe. Ab 1948/49 wurde dieser Wettbewerb mit unterschiedlichen Modi fortgesetzt.
Mit Einführung einer neuen dritten Liga (National 1, 1970) wurde die Amateurmeisterschaft zur vierthöchsten Division (D4). Eine weitere Ligenreform vor Beginn der Saison 1993/94 reorganisierte die höchste Amateurspielklasse unter dem Namen National 2 erneut.
In den ersten vier Jahren trugen die Sieger der einzelnen regionalen Staffeln ein Turnier zur Ermittlung des Amateurmeisters aus; 1997/98 wurde die Liga in CFA umbenannt und die Amateurmeisterschaft zweigeteilt, indem die Amateurvereine und die Reservemannschaften von Profiklubs (in Frankreich heutzutage als B-Teams bezeichnet) nach Abschluss der normalen Punkterunde jeweils einen eigenen Landesmeister ermittelten. Seit dem Jahr 2001 bis zur Einstellung der Ermittlung eines Reservemeisters (2011) gab es nur noch dieses Turnier der B-Mannschaften, während als der eigentliche Amateurmeister diejenige Mannschaft ausgezeichnet wird, die bei Saisonende die meisten Punkte in ihrer Staffel (derzeit gibt es vier solche Gruppen) geholt hat, wobei allerdings nur die Spiele gegen die im jeweiligen Endklassement bestplatzierten sieben Teams berücksichtigt werden.
Die Spieler kann man heutzutage als Halbprofis bezeichnen, weil ihr jeweiliger Klub in National 2 und 3 – wie bei allen Amateurvereinen von der dritten bis einschließlich der sechsten Liga – einen „Bundesvertrag“ (contrat fédéral) mit ihnen abschließen muss, der allerdings weniger Rechte und geringere Einkommen als ein Profivertrag beinhaltet und von der Spielergewerkschaft UNFP zu genehmigen ist. 2007/08 betrug das monatliche Minimaleinkommen ohne Prämien 1.139 € brutto.
Zu den Besonderheiten von National 2 und National 3 zählt, dass pro Spiel bis zu vier Punkten erreicht werden können: vier für einen Sieg, zwei für ein Unentschieden und einer für eine auf dem Spielfeld zustande gekommene Niederlage.
Mit Saisonbeginn 2013/14 wurden die damaligen CFA und CFA 2 verkleinert – der CFA auf vier Gruppen à 16 Mannschaften, der CFA 2 auf acht Gruppen à 14 Teams.

## National 2 – die vierte Liga
Die National 2 spielt in einer doppelten Punkterunde (Heim- und Auswärtsspiel jedes Ligisten gegen jeden Gruppengegner) in vier regionalen Gruppen à 14 Mannschaften, die grob den Norden und Nordwesten, den mittleren Osten, den mittelmeerischen Süden einschließlich Korsika bzw. den Westen umfassen. Er ist zugleich die höchste Liga, in der B-Mannschaften (Réserve Pro) antreten dürfen; B-Teams der drittklassigen Profimannschaften hingegen dürfen höchstens in der National 3 spielen.
Je Gruppe steigt bei Saisonende der Tabellenerste – ansonsten das höchstplatzierte Nicht-Reserve-Team – in die National 1 auf, sofern er daneben auch die grundsätzliche Aufstiegsberechtigung besitzt und u. a. wirtschaftliche und strukturelle Mindestanforderungen erfüllt, während die je drei am schlechtesten platzierten Mannschaften in die National 3 absteigen müssen.
Nach der Reform 2024 wird nur noch in drei Gruppen mit insgesamt 48 Mannschaften gespielt. Nach jeweils 30 Saisonspielen steigt der Tabellenerste auf, während die jeweils letzten drei Teams und der schlechteste Dreizehnte absteigen.

### Aktuelle Ligaaufteilung
Die Mannschaften der National 2 teilen sich in der Spielzeit 2025/26 wie folgt auf die einzelnen Staffeln auf:
| Gruppe A - US Avranches - FC Angoulême - Voltigeurs de Châteaubriant - FC Dinan Léhon - Girondins Bordeaux - US Granville - La Roche VF - VF Les Herbiers - Stade Poitiers - Saint-Colomban Sportive Locminé - US Saint-Malo - Olympique Saumur - Aviron Bayonnais ▲ - FC Chauray ▲ - FC Lorient B ▲ - FC Montlouis ▲ | Gruppe B - SAS Épinal - AS Beauvais - ASC Biesheim - AAJ Blois - Bourges Foot - FC Chambly - US Chantilly - Entente Feignies Aulnoye FC - AS Furiani-Agliani - FCSR Haguenau - Saint-Pryvé Saint-Hilaire FC - FC Thionville - ES Wasquehal - FC Borgo ▲ - SR Colmar ▲ - FC Dieppe ▲ | Gruppe C - Olympique Nîmes ▼ - ASF Andrézieux - AS Cannes - US Créteil - FC 93 Bobigny-Bagnolet-Gagny - Étoile Fréjus-Saint-Raphaël - GOAL FC - FC Hyères - FC Istres - RC Grasse - GFA Rumilly Vallières - AS Saint-Priest - Sporting Club de Toulon - FC Limonest DSD ▲ - FC Rousset VSO ▲ - US Lusitanos Saint-Maur ▲ |

## Die Amateurmeister Frankreichs
Die folgenden Mannschaften gelten in Frankreich als offizielle Amateurlandesmeister.

### Meister bis 1997
- 1935: Stade Reims
- 1936: AS Valentigney
- 1937: Girondins Bordeaux
- 1938: Stade Béthune
- 1939: Stade Reims (Res.)
- 1940–1945 nur Kriegsmeisterschaften
- 1946: US Auchel
- 1947: FC Gueugnon
- 1948: Stade Reims (Res.)
- 1949: Stade Béthune
- 1950: FC Hyères
- 1951: UA Sedan-Torcy
- 1952: FC Gueugnon
- 1953: Girondins Bordeaux (Res.)
- 1954: US Quevilly
- 1955: US Quevilly
- 1956: AS Saint-Étienne (Res.)
- 1957: US Maubeuge
- 1958: US Quevilly
- 1959: AS Saint-Étienne (Res.)
- 1960: FC Annecy
- 1961: SO Chambéry
- 1962: AS Monaco (Res.)
- 1963: Gazélec FCO Ajaccio
- 1964: AS Monaco (Res.)
- 1965: Gazélec FCO Ajaccio
- 1966: Gazélec FCO Ajaccio
- 1967: US Quevilly
- 1968: Gazélec FCO Ajaccio
- 1969: Pierrots Strasbourg
- 1970: Pierrots Strasbourg
- 1971: FC Nantes (Res.)
- 1972: AS Nancy (Res.)
- 1973: CS Vittel
- 1974: FC Nantes (Res.)
- 1975: SEC Bastia (Res.)
- 1976: US Nœux-les-Mines
- 1977: AS Saint-Étienne (Res.)
- 1978: FC Sochaux (Res.)
- 1979: INF Vichy
- 1980: AS Saint-Étienne (Res.)
- 1981: Vauban Strasbourg
- 1982: Vauban Strasbourg
- 1983: FC Toulouse (Res.)
- 1984: AJ Auxerre (Res.)
- 1985: OGC Nizza (Res.)
- 1986: AJ Auxerre (Res.)
- 1987: FC Sochaux (Res.)
- 1988: AJ Auxerre (Res.)
- 1989: OGC Nizza (Res.)
- 1990: AJ Auxerre (Res.)
- 1991: AJ Auxerre (Res.)
- 1992: CS Sedan (Res.)
- 1993: Olympique Lyon (Res.)
- 1994: AJ Auxerre B
- 1995: ES Wasquehal
- 1996: AJ Auxerre B
- 1997: FC Metz B

### Meister von 1998 bis 2011
In diesem Zeitraum wurden die jeweils besten ersten und Reservemannschaften getrennt ermittelt und ausgezeichnet. Ab der Saison 2011/12 gibt es für Reservemannschaften keine gesonderte Auszeichnung mehr.
| Erste Mannschaften - 1998: FC Valenciennes - 1999: Clermont Foot - 2000: FCO Dijon - 2001: US Saint-Maur Lusitanos - 2002: AS Cherbourg - 2003: Gazélec FCO Ajaccio - 2004: Croix de Savoie 74 - 2005: US Boulogne - 2006: AS Beauvais - 2007: Villemomble Sports - 2008: Olympique Croix de Savoie - 2009: US Luzenac - 2010: SR Colmar - 2011: Le Poiré-sur-Vie VF | Reservemannschaften - Olympique Lyon - AJ Auxerre - Le Havre AC - Olympique Lyon - Olympique Marseille - Olympique Lyon - Stade Rennes - nicht ermittelt - Olympique Lyon - Stade Rennes - AS Monaco - Olympique Lyon - Olympique Lyon - Olympique Lyon |

### Meister seit 2011
- 2012: CA Bastia
- 2013: USL Dunkerque
- 2014: US Avranches MSM
- 2015: CS Sedan
- 2016: AS Lyon Duchère
- 2017: Grenoble Foot 38
- 2018: JA Drancy
- 2019: US Créteil Lusitanos
- 2020: SC Bastia
- 2021: abgebrochen
- 2022: FC Versailles
- 2023: FC Rouen
- 2024: Aubagne FC
- 2025: FC Fleury